# ماه آبی (فیلم ۲۰۰۶)
«ماه آبی» (انگلیسی: Blue Moon (2006 film)) یک فیلم است که در سال ۲۰۰۶ منتشر شد.